# بريدا (جرندة)
بلدية بريدا (بالإسبانية: Breda) هي بلدية تقع في مقاطعة جرندة التابعة لمنطقة كتالونيا شمال شرق إسبانيا.

## الديموغرافيا
بلغ عدد سكان بلدية بريدا 3.781 نسمة عام 2011 (وفقاً للمعهد الوطني الإسباني للإحصاء).
| 3.243 | 3.325 | 3.484 | 3.625 | 3.707 | 3.784 | 3.781 |